# Budynek dawnego kolegium jezuickiego w Kłodzku

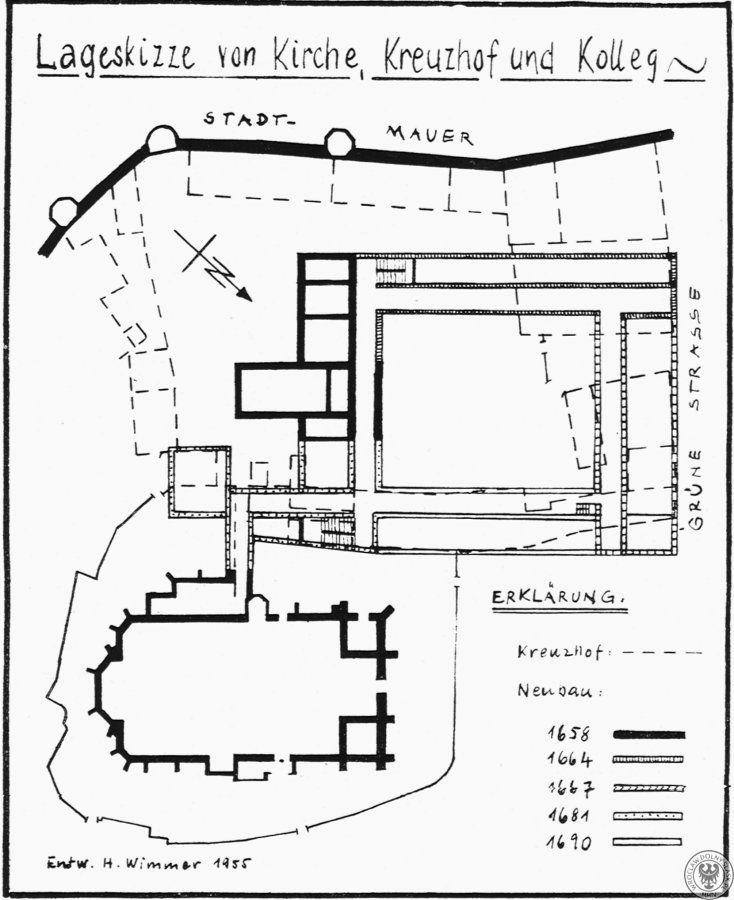
Etapy wznoszenia budowli

Budynek dawnego kolegium jezuickiego w Kłodzku – barokowy gmach położony przy ul. Wojska Polskiego 11, w obrębie starówki, obecnie siedziba liceum ogólnokształcącego.

## Historia
W 1597 roku do Kłodzka został sprowadzony zakon jezuitów, który rozpoczął w mieście działalność duszpasterską. W październiku tego samego roku zakonnicy uzyskali zgodę papieską na prowadzenie nauki, którą rozpoczęli w budynkach dawnego klasztoru kanoników regularnych na Górze Zamkowej. Obecny obiekt dydaktyczny budowano w latach 1655–1690. Mimo tego, że papież Klemens IV skasował zakon jezuitów bullą „Dominus ac redemptor Noster” w 1773 roku, prowadzili oni swoją działalność w Prusach do śmierci króla Fryderyka II Wielkiego. W 1787 roku zakon rozwiązano, a dobra klasztorne byłego kolegium zlicytowano. W 1800 roku z części dawnego kolegium utworzono męskie gimnazjum. Dziesięć lat później przekształcono je w Królewskie Gimnazjum Katolickie.

W roku 1935 przebudowano skrzydło biegnące równolegle z obecną ul. Wojska Polskiego. W trakcie przebudowy parteru przebito podcienia dla pieszych, przebiegające wzdłuż całego skrzydła budynku.

W roku 1945 w budynku utworzono liceum ogólnokształcące i gimnazjum. Obecnie mieści się tam I Liceum Ogólnokształcące im. Bolesława Chrobrego w Kłodzku.
Decyzją wojewódzkiego konserwatora zabytków z dnia 9 stycznia 1964 roku budynek został wpisany do rejestru zabytków.

## Architektura
Projektantem gmachu szkoły w stylu barokowym jest architekt pochodzenia włoskiego Carlo Lurago. Gmach powstał w latach 1665–1690 na planie prostokąta z wewnętrznym dziedzińcem o powierzchni 600 m². Najwcześniej oddano do użytku skrzydło zachodnie (od strony ulicy Wojska Polskiego), bo już w 1667 roku. Wymiary budowli wynoszą odpowiednio: ok. 49 m długości i ok. 40 m szerokości.
Każde skrzydło jest trzykondygnacyjne, po stronie zewnętrznej każde z nich posiada trakt pomieszczeń, a po stronie wewnętrznej (od dziedzińca) zabudowane krużganki. W narożach budynku ulokowano klatki schodowe. Elewacje dziedzińca składają się ze ślepych arkad, rozdzielonych w parterze parami pilastrów, a w wyższych kondygnacjach parami lizen. W budynku znajdował się ryzalitowo wysunięty refektarz. Poza tym budowla mieściła m.in. sale wykładowe, mieszkania personelu, muzeum i salę teatralną.
Północną część budynku zajmuje klasztor jezuitów. Do najciekawszych pomieszczeń należy dawny refektarz, zdobiony freskami związanymi z historią zakonu, oraz dawna sala teatralna, w której również zachowały się oryginalne freski, a także sztukaterie. Wejście od strony placu Kościelnego posiada bogato zdobiony portal z napisem łac. 16 : Collegium Cæsareum Societatis Iesu: 90 (Kolegium Cesarskie Towarzystwa Jezusowego) na fryzie, w którym umieszczono datę zakończenia budowy całego obiektu – 1690, a obok drugi, skromniejszy z napisem łac. sChoLæ hVManIores CæsareI CoLLegII soCIetatIs IesV ereCtæ (Szkołę Klasyczną Kolegium Cesarskiego Towarzystwo Jezusowe wzniosło) z chronostychem MCCCCCLLLVVIIIIIII – 1667.

## Galeria

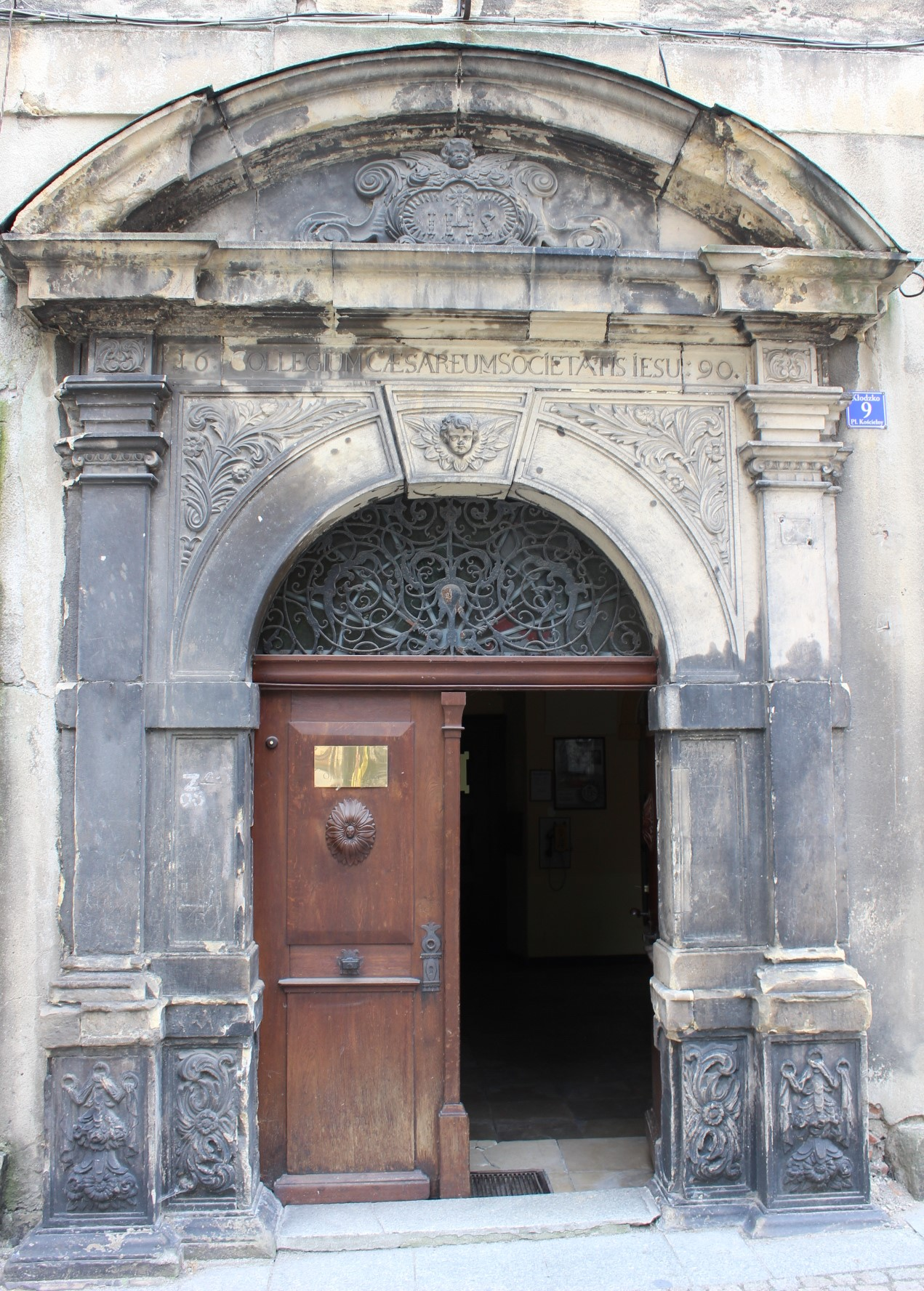
Portal
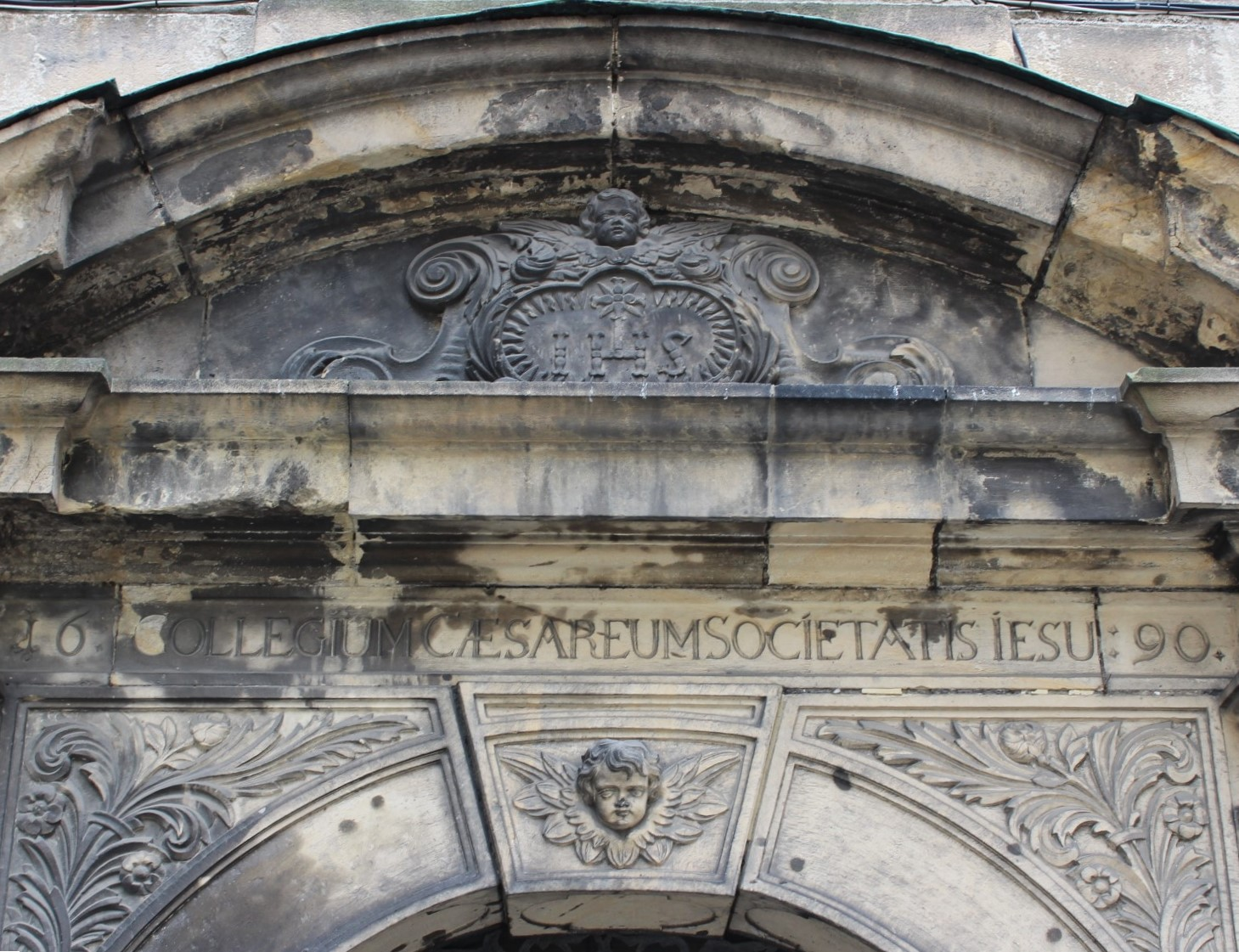
Fronton z napisem
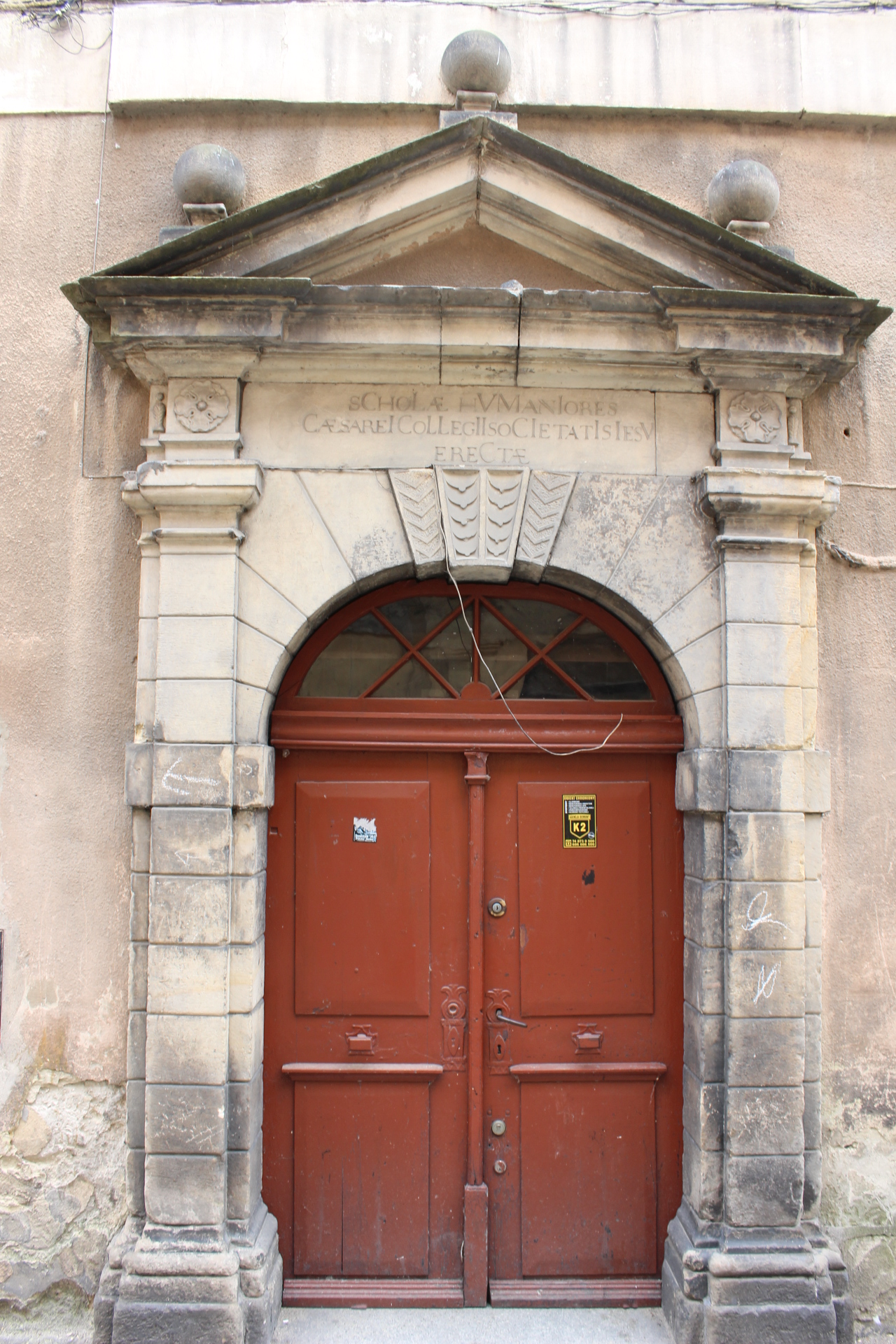
Portal
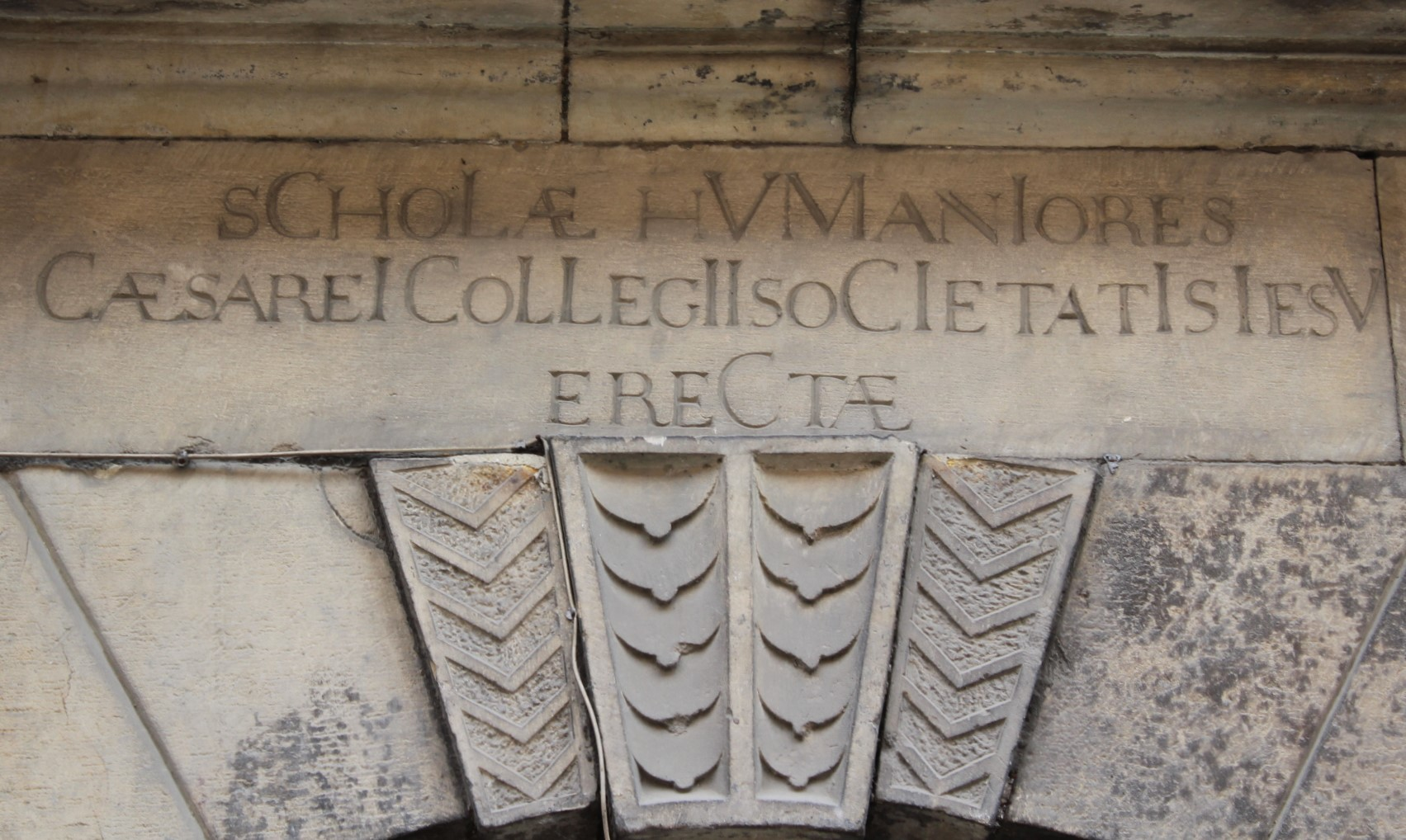
Fryz z napisem
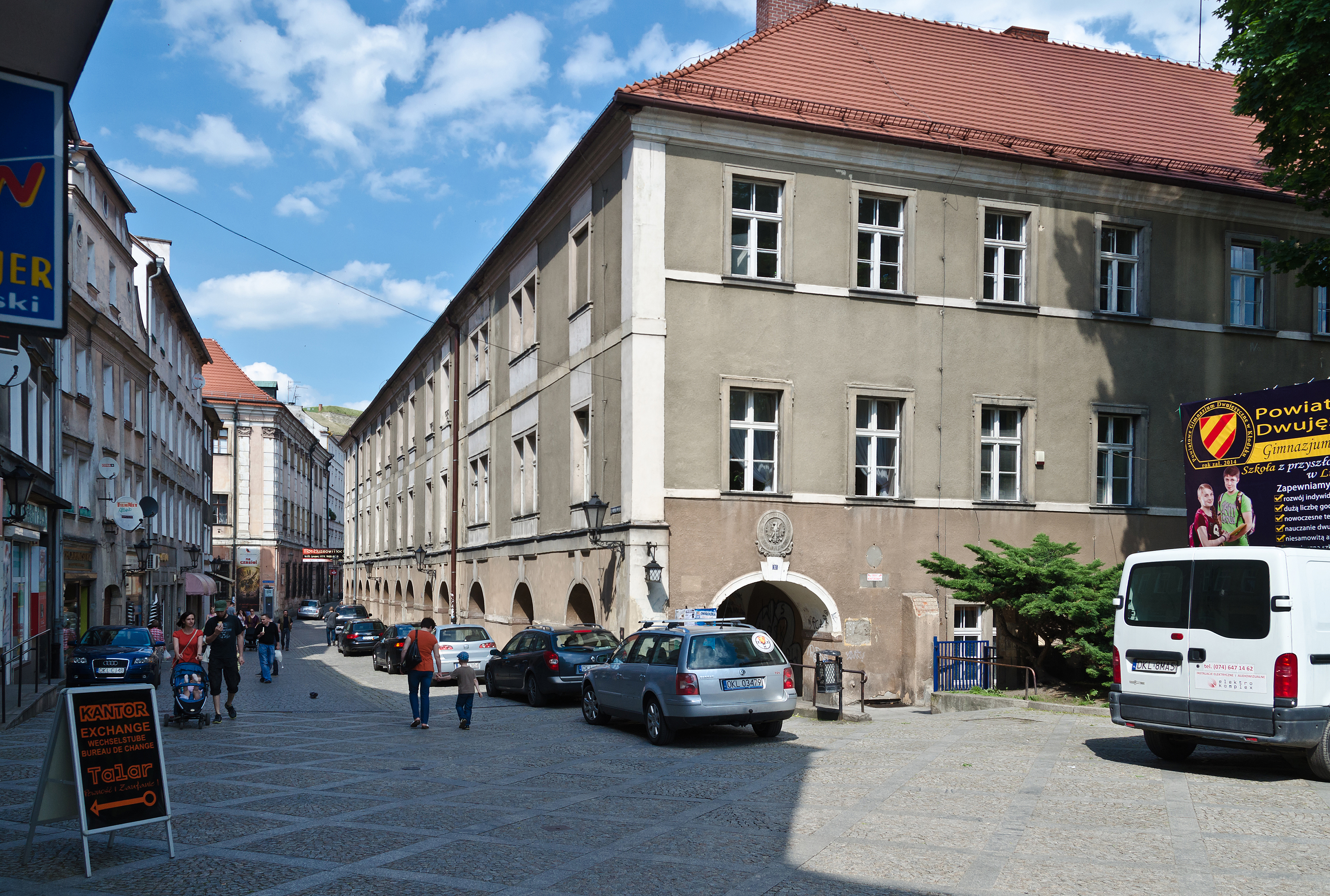
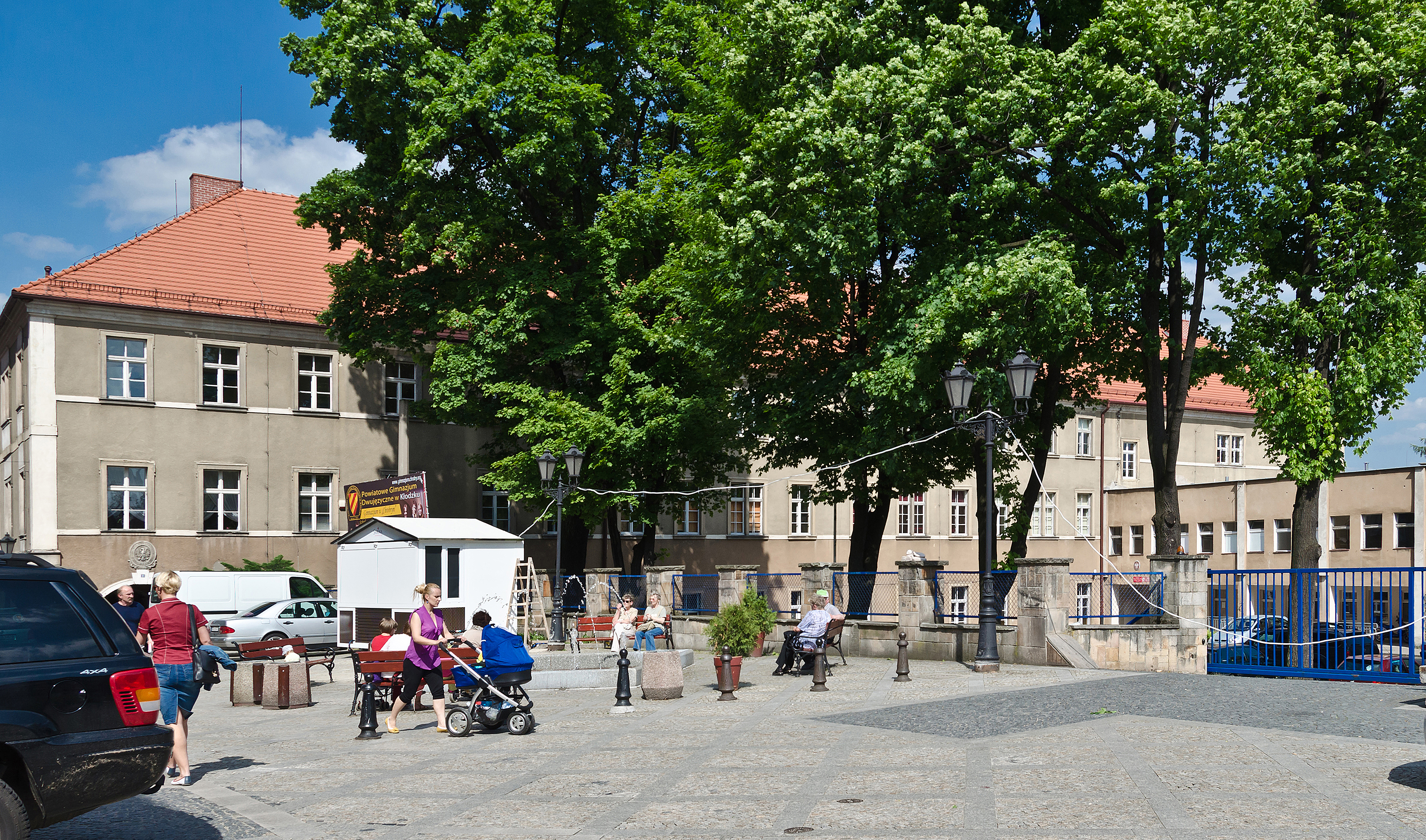
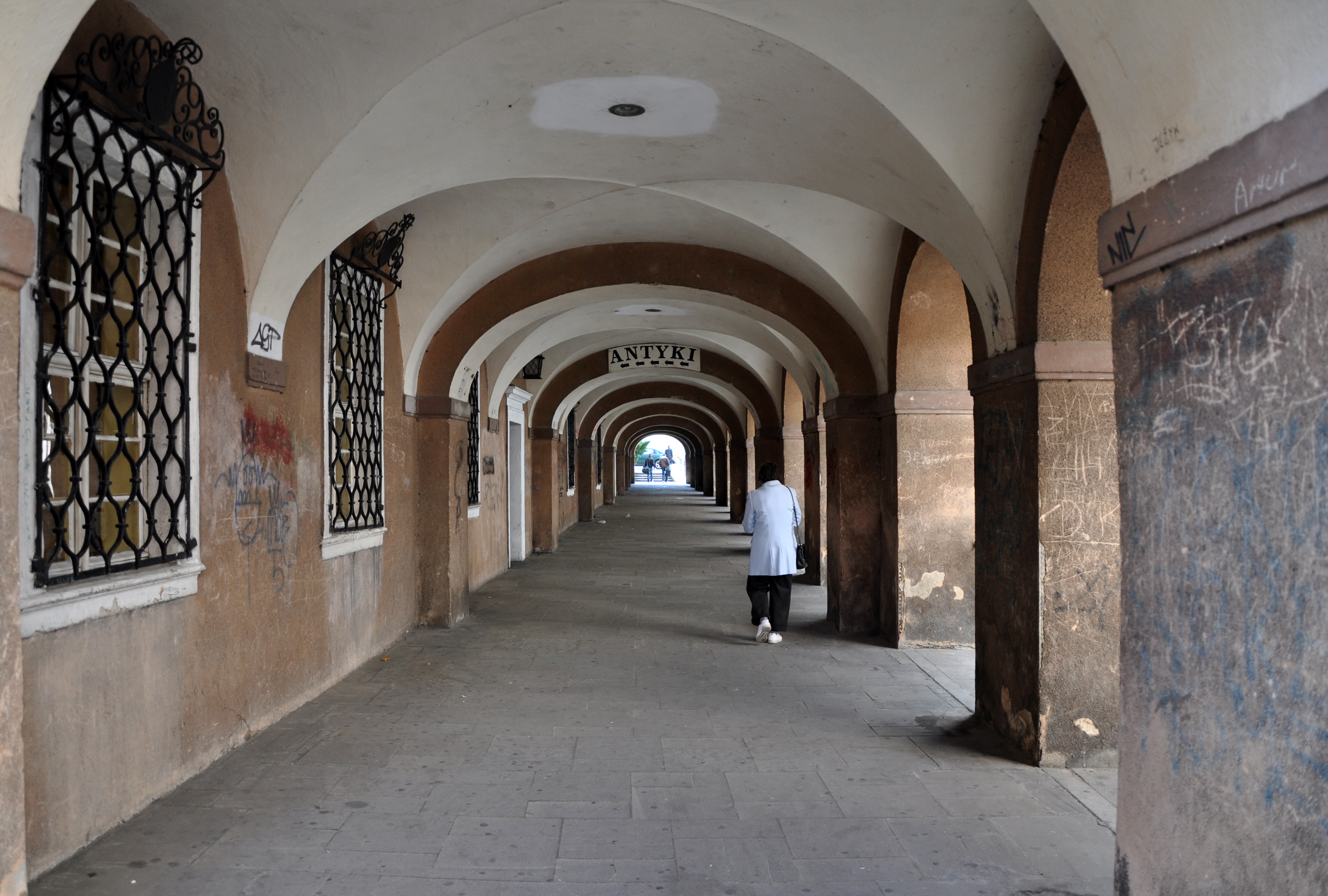
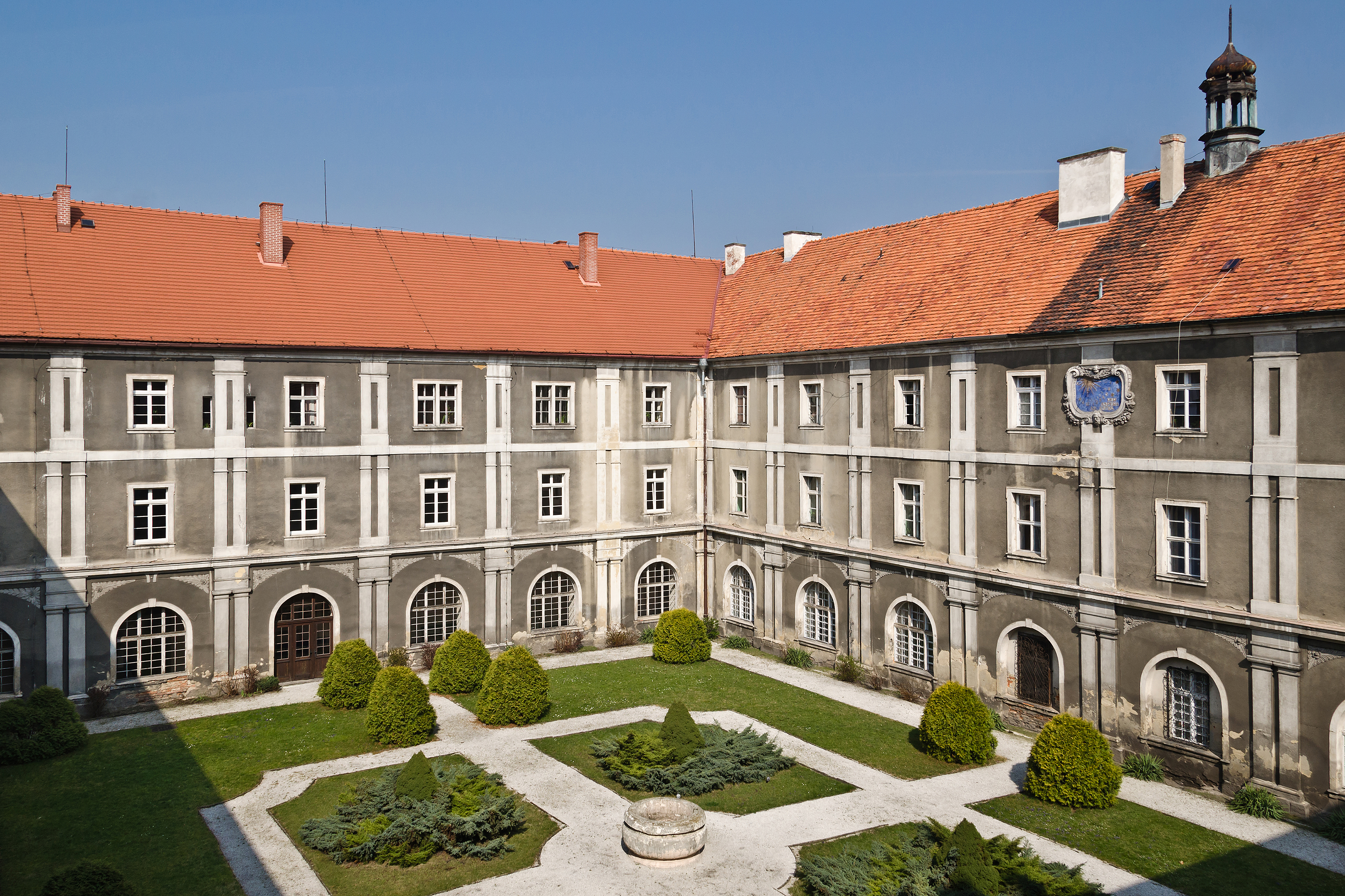
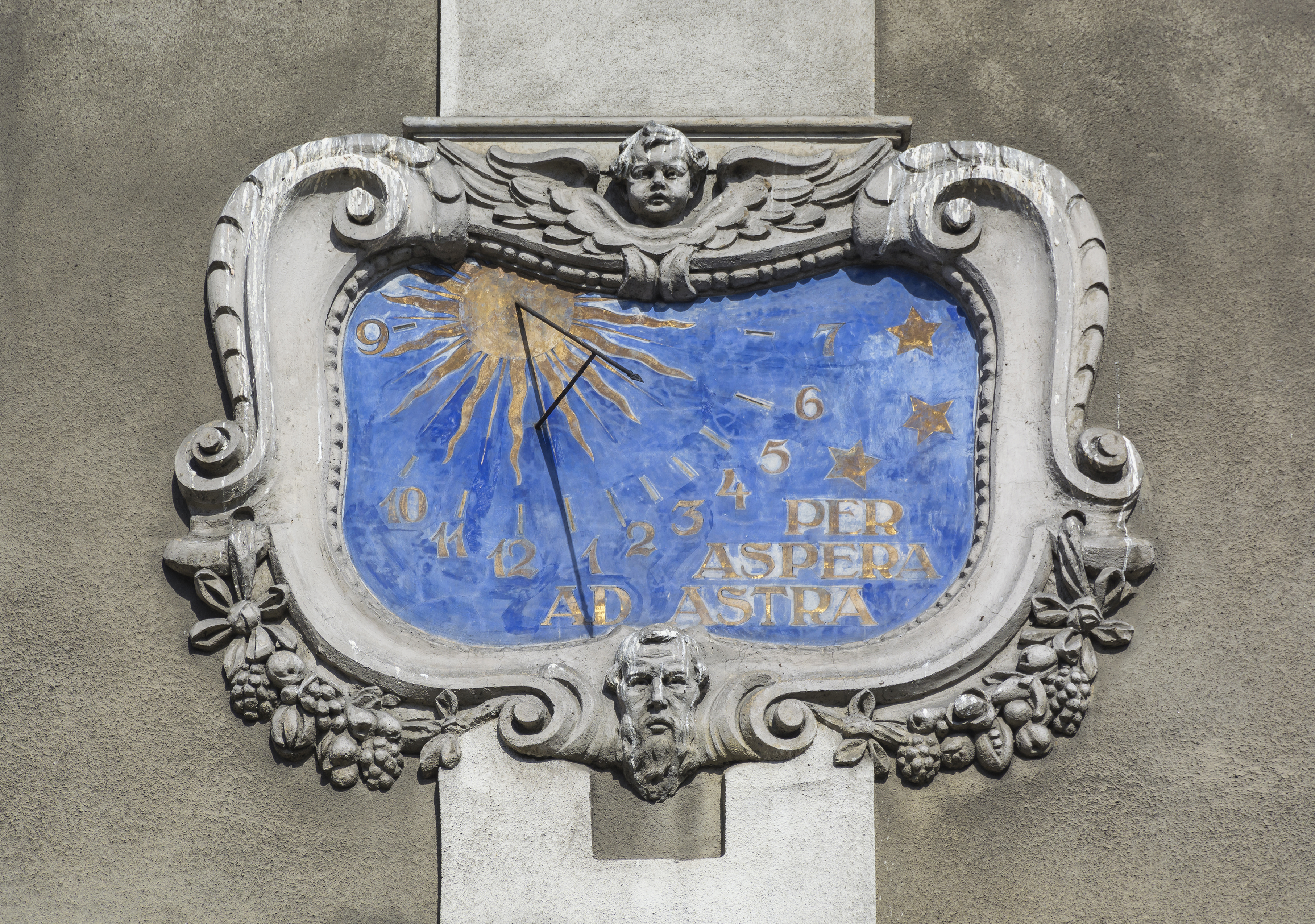
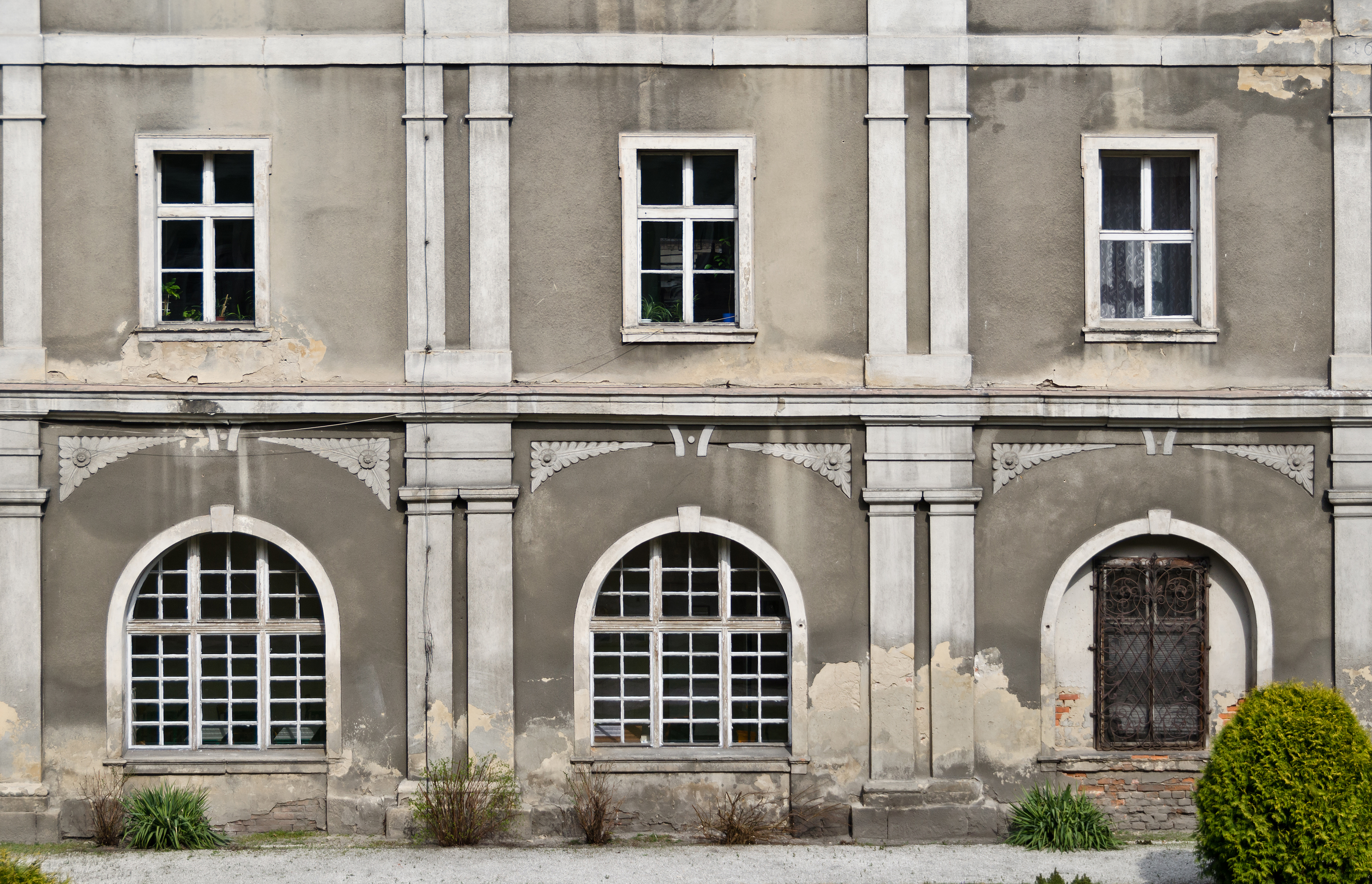
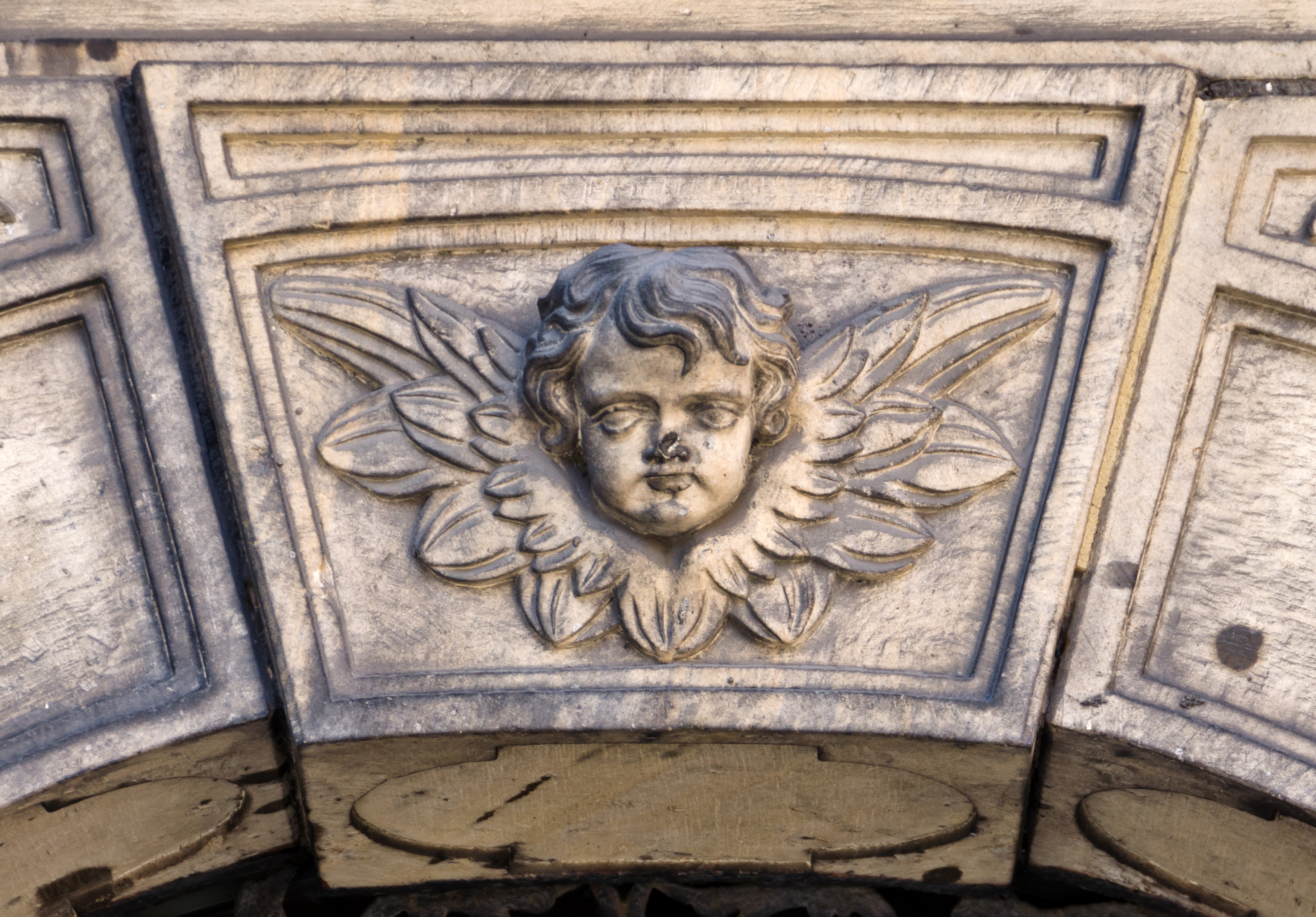
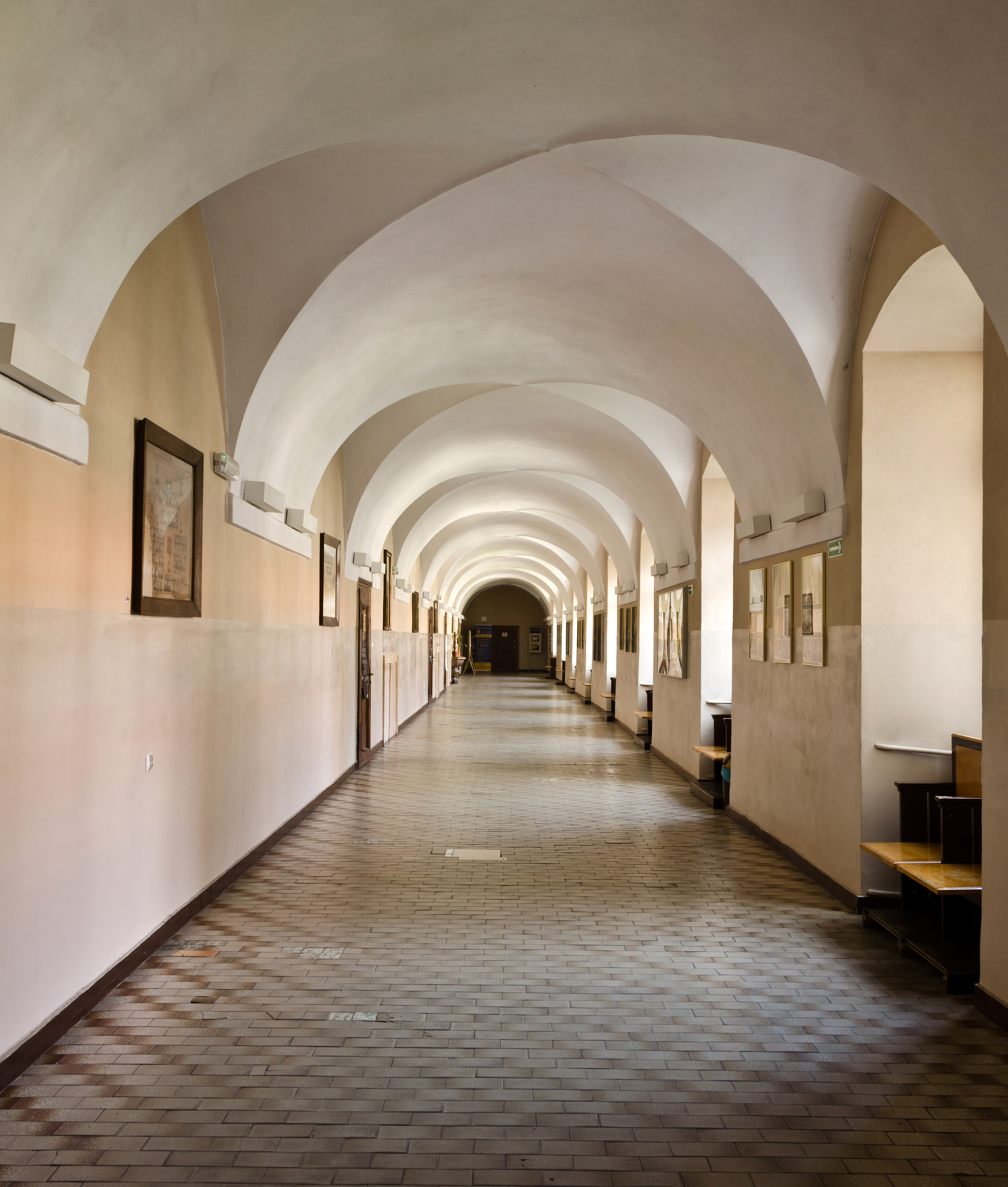
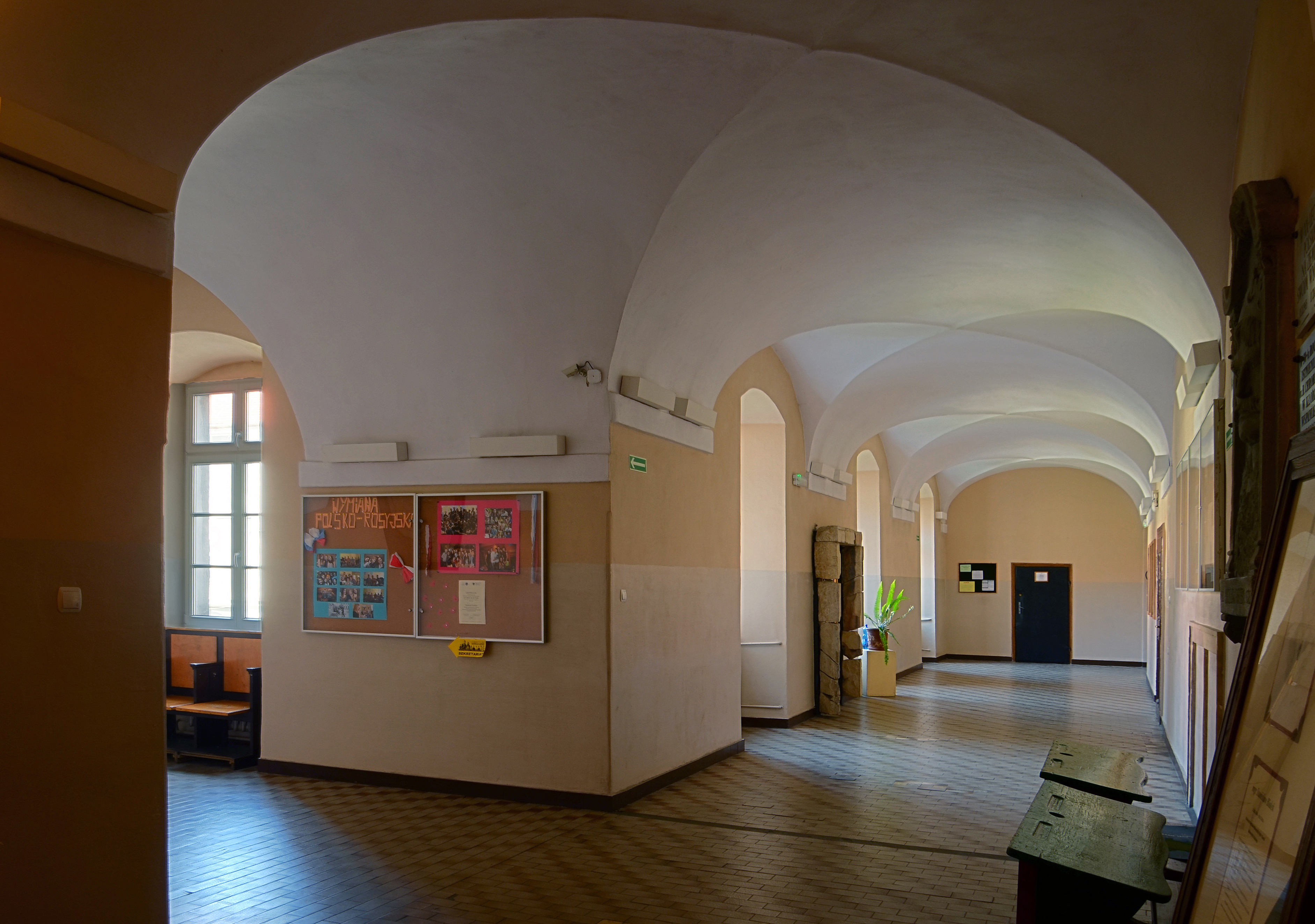
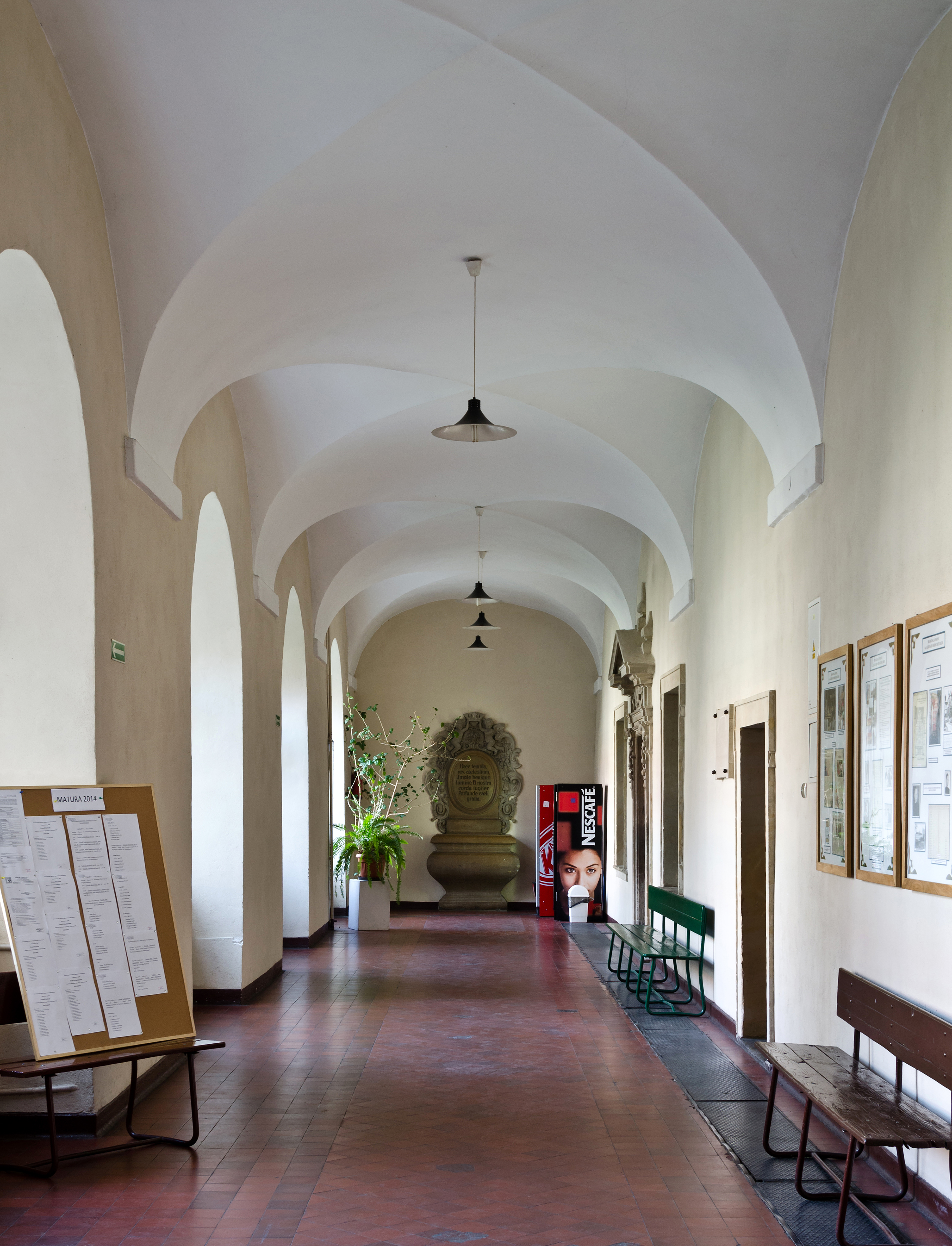
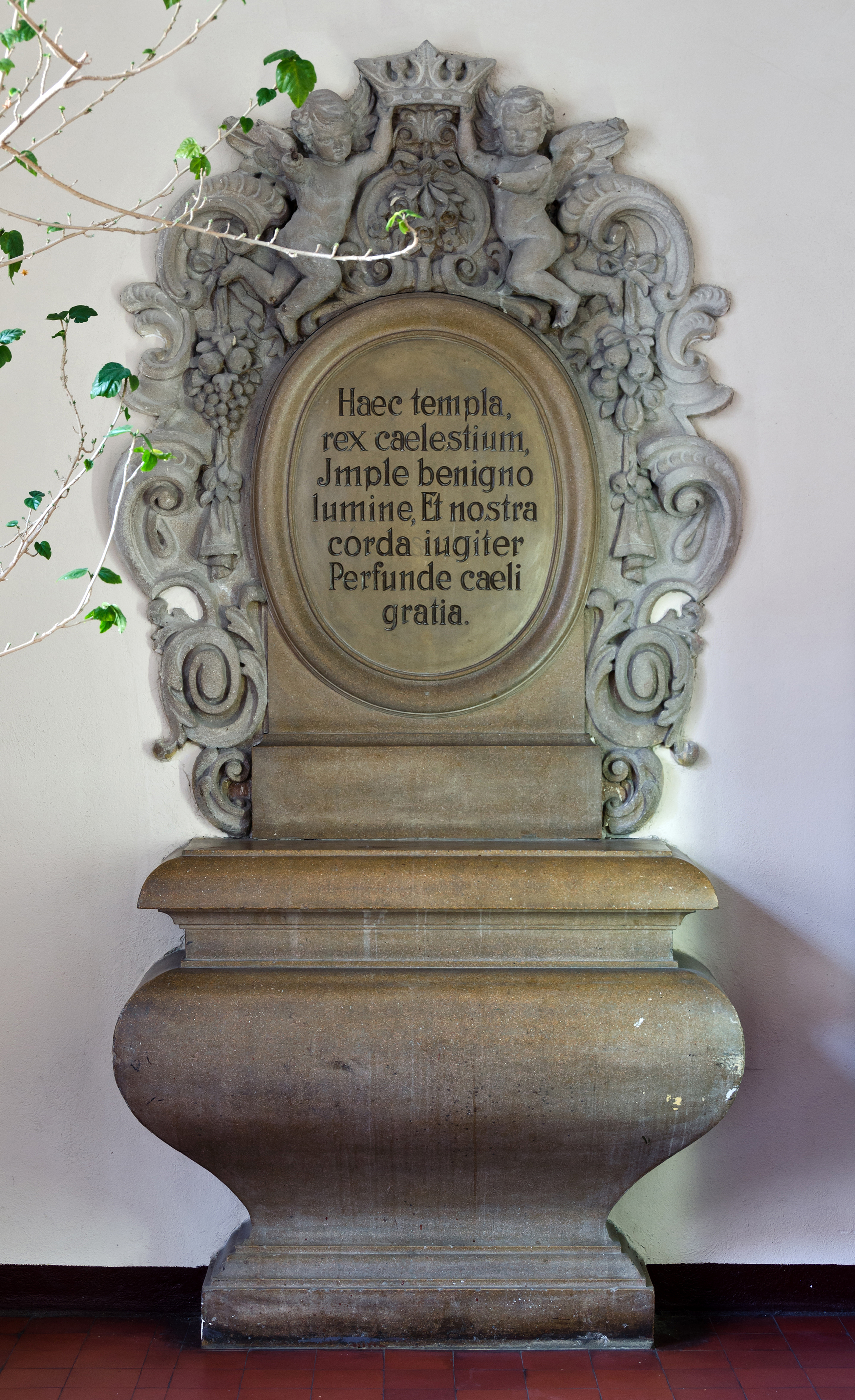
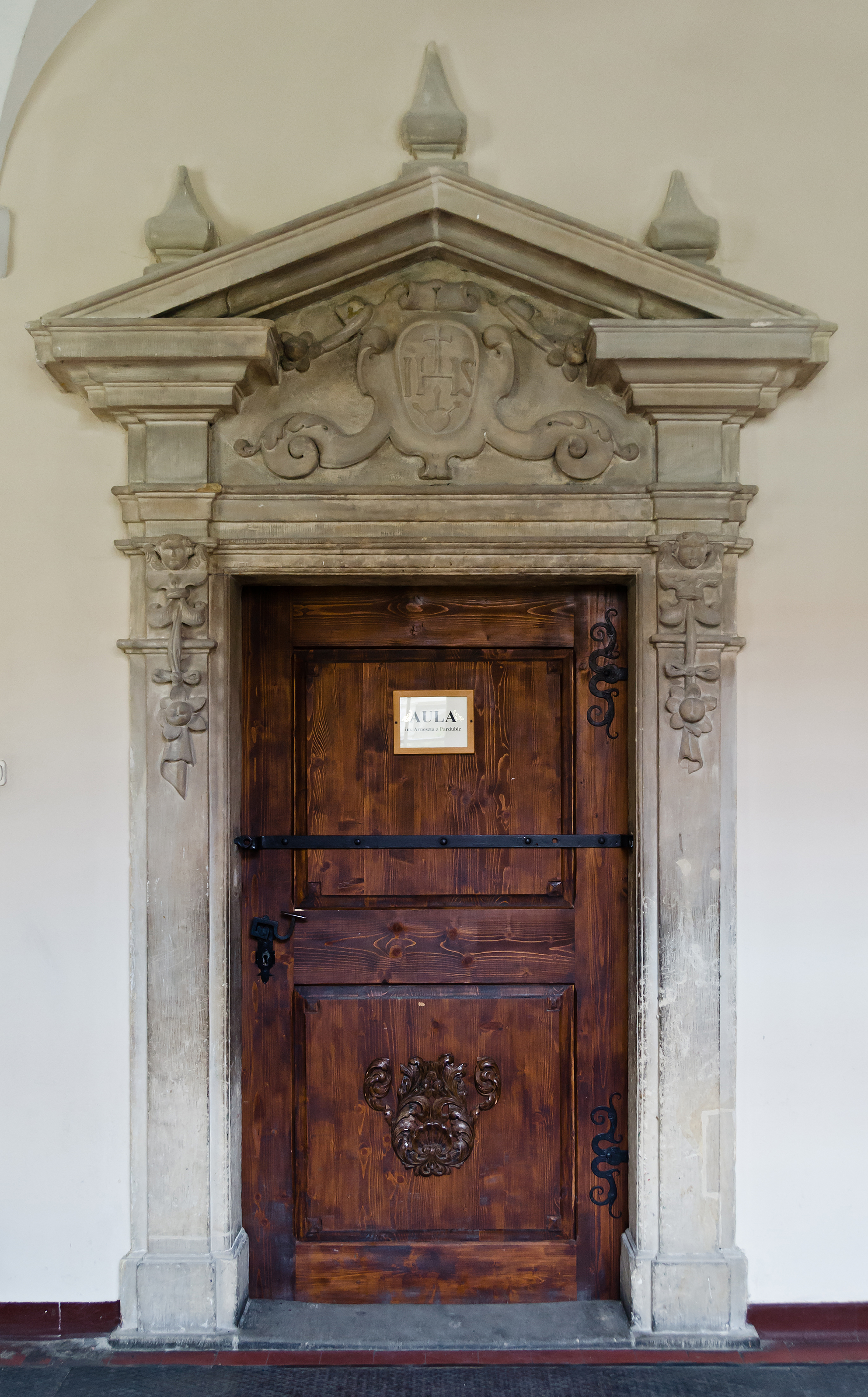
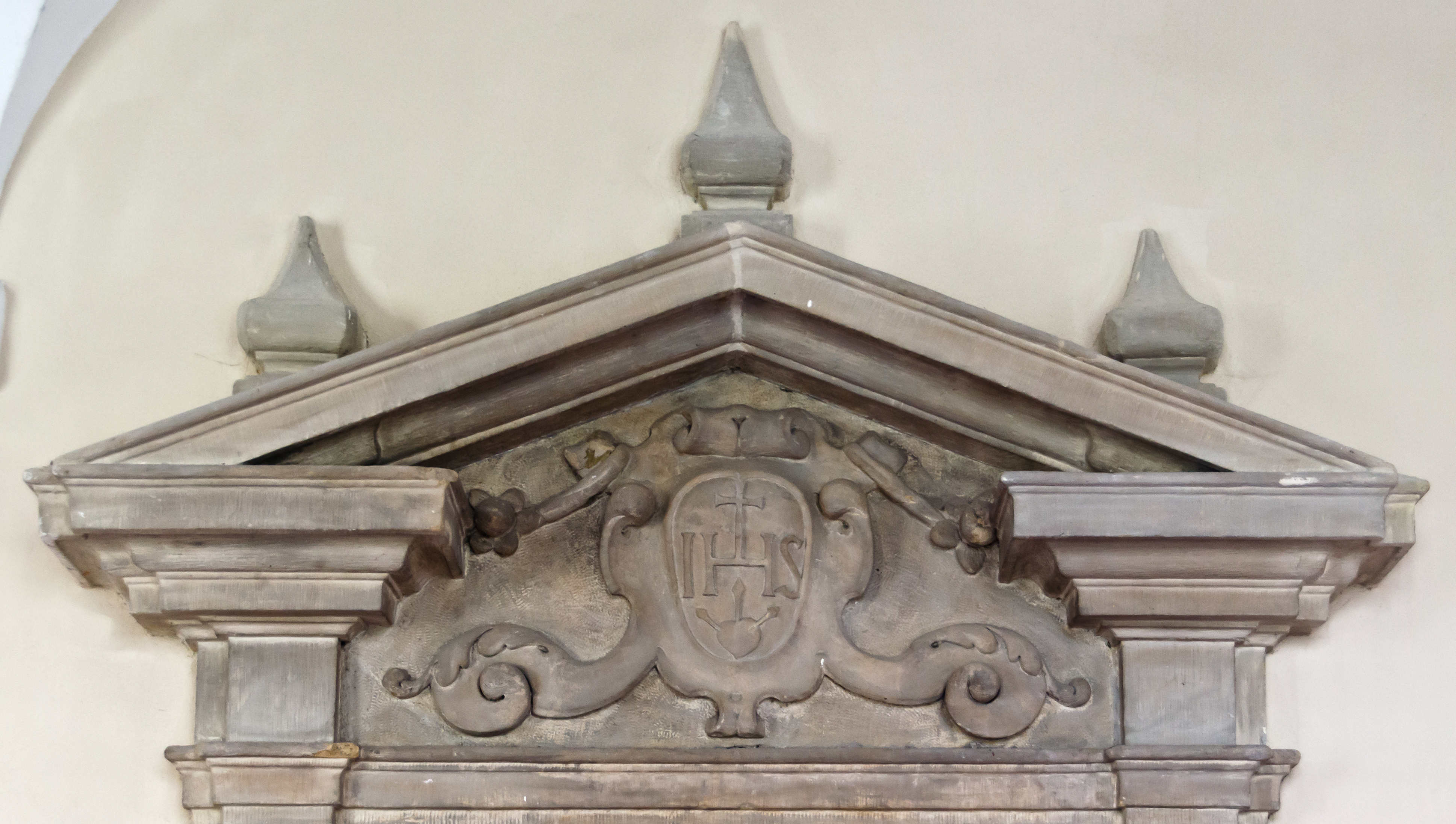
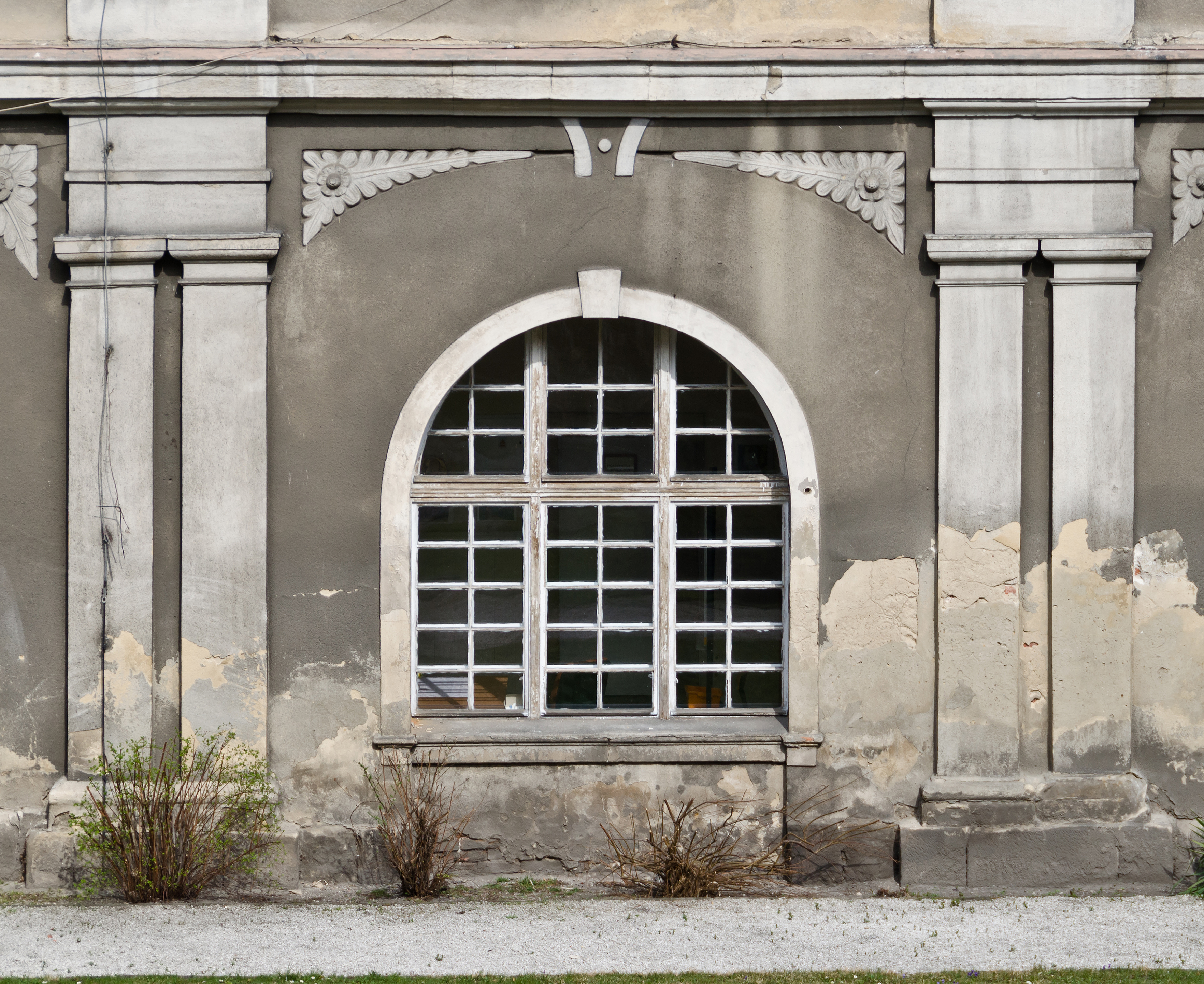